# Jamy (województwo opolskie)
Jamy (niem. Weidental, do 1936 r. Jamm) – wieś w Polsce, położona w województwie opolskim, w powiecie oleskim, w gminie Gorzów Śląski. Z Jamami związany jest przysiółek Piaseczna.
W latach 1975–1998 miejscowość należała administracyjnie do województwa częstochowskiego.

## Nazwa
Nazwa miejscowości wywodzi się od polskiej nazwy dziury w ziemi - "jamy". Heinrich Adamy w swoim dziele o nazwach miejscowych na Śląsku wydanym w 1888 roku we Wrocławiu jako najstarszą nazwę miejscowości wymienia Jamy podając jej znaczenie "Wassergrube" czyli "Jama wodna". Pierwotna nazwa została później przez Niemców fonetycznie zgermanizowana na Jamm tracąc swoje pierwotne znaczenie.
29 lipca 1936 r. nazistowska administracja III Rzeszy zmieniła zgermanizowaną nazwę na nową, całkowicie niemiecką Weidental. 15 marca 1947 r. nadano miejscowości polską nazwę Jamy.

## Demografia
W 1925 r. w miejscowości mieszkało 265 osób, a w 1933 r. 599 osób.

## Historia
Do głosowania podczas plebiscytu uprawnionych było w Jamach 187 osób, z czego 125, ok. 66,8%, stanowili mieszkańcy (w tym 117, ok. 62,6% całości, mieszkańcy urodzeni w miejscowości). Oddano 185 głosów (ok. 98,9% uprawnionych), w tym 185 (100%) ważnych; za Niemcami głosowało 175 osób (ok. 94,6%), a za Polską 10 osób (ok. 5,4%).
1 kwietnia 1939 r. Jamy włączono do Pawłowice.

## Zabytki
Do wojewódzkiego rejestru zabytków wpisane są:
- Kościół św. Mikołaja, drewniany, z 1792 r.
- zespół pałacowy, z k. XIX w., pocz. XX w.:
  - Pałac w Jamach
  - park z aleją dojazdową
  - spichrz.